# Волоть (река)
Во́лоть — река в России, протекает по Тульской области. Правый приток Упы. Длина реки — 24 км, площадь водосборного бассейна — 190 км².

## География
Река Волоть берёт начало у деревни Грызлово Ясногорского района. Течёт на юго-запад. Вдоль реки расположены населённые пункты: Ревякино, Восточный, Волоть, Семёновка, Рождественский, Некрасово, Акульшино, Ионино, Ленинский. Устье реки находится в 191 км от устья Упы.
Реку пересекает трасса M2 «Крым».

## Данные водного реестра
По данным государственного водного реестра России относится к Окскому бассейновому округу, водохозяйственный участок реки — Упа от истока и до устья, речной подбассейн реки — Бассейны притоков Оки до впадения Мокши. Речной бассейн реки — Ока.
Код объекта в государственном водном реестре — 09010100312110000019175.

## Топографические карты
- Лист карты N-37-63 Ленинский. Масштаб: 1 : 100 000. Состояние местности на 1989 год. Издание 1993 г.
- Лист карты N-37-64 Тула. Масштаб: 1 : 100 000. Состояние местности на 1989 год. Издание 1995 г.
- Лист карты N-37-52 Ясногорск. Масштаб: 1 : 100 000. Состояние местности на 1989 год. Издание 1994 г.